# 柿下温泉
柿下温泉（かきしたおんせん）は、福岡県田川郡香春町（旧豊前国）にある温泉。

## 泉質
- 放射能泉
  - 源泉温度15.7℃の冷鉱泉である。

ラドンの含有量が、温泉法規定値の100億分の20キュリーの4倍以上含有している。

## 温泉街
一軒宿の「柿下温泉」が存在する。一軒宿には温泉スタンドも備えられている。
2018年9月1日より休業している。

## 歴史
開湯、および一軒宿の開業は1969年である。

## アクセス
- 鉄道：平成筑豊鉄道田川線柿下温泉口駅より徒歩約10分。